# 濵村純平
濵村 純平（はまむら じゅんぺい）は、日本の経営学研究者。経営学博士。三重県の出身。

## 来歴・人物
三重県志摩市に生まれる。三重県立伊勢高等学校卒業。2012年神戸大学経営学部経営学科卒業。2017年同大学経営学研究科 博士課程後期課程修了。2016年〜2017年日本学術振興会特別研究員（DC2）、2017年桃山学院大学経営学部講師、
2019年 神戸大学経営学部経営学科非常勤講師、2020年桃山学院大学大学経営学部准教授、立命館大学経営学部経営学科非常勤講師。2021年~2022年まで、関西大学 会計研究科（会計専門職大学院）非常勤講師。2022年台湾の国立高雄大学客員研究員に就く。2024年4月から関西学院大学商学部准教授。2025年4月より関西学院大学商学部教授に就任。

主な研究テーマは経営者報酬や経営者の業績評価。ほかに流通チャネルや振替価格、コスト・ビヘイビアも研究している。

## 所属学会
- Academy of Management
- American Accounting Association
- Canadian Academic Accounting Association
- European Accounting Association
- INFORMS
- 日本商業学会
- 日本会計研究学会
- 日本応用経済学会
- 日本経済会計学会
- 日本原価計算研究学会
- 日本管理会計学会

## 論文
- 『Social performance vs. relative performance evaluation, asymmetric costs, and quantity competition under managerial delegation』（Vinay Ramaniとの共著、2022年、Managerial and Decision Economics)[5]
- 『日本企業の経営者報酬決定における相対的業績評価の利用に関する研究：明示的アプローチによる分析』（早川翔・井上謙仁との共著、2022年、Jxiv）[6]
- 『財務報告の比較可能性と相対的業績評価：Nam (2020) の追試』（井上謙仁・尾関規正との共著、2021年、会計科学）[7]
- 『Retailer voluntary investment against a threat of manufacturer encroachment』（善如悠介との共著、2021年、Marketing Letters）[8]
- 『What level do disadvantaged firms weight rivals’ profits in relative performance evaluations under quantity competition?』（2021年、Managerial and Decision Economics) [9]
- 『費用削減投資と指令振替価格：営業部門の顧客志向による影響』（2020年、企業会計）[10]
- 『並行輸入市場があるときの国際移転価格の設定基準選択 』（2019年、会計プログレス）[11]
- 『Unobservable transfer price exceeds marginal cost when the manager is evaluated using a balanced scorecard 』（2019年、Advances in Accounting）[12]

## 書籍
- 『販売費及び一般管理費の理論と実証 』（佐久間智広, 福嶋誠宣, 濵村純平 ／2017年、中央経済社、分担執筆）
- 『新版 まなびの入門会計学（第3版） 』（2018年、中央経済社、分担執筆）
- 『人事評価の会計学－キャリア・コンサーンと相対的業績評価－ 』（2021年、中央経済社、分担執筆）
- 『寡占競争企業の管理会計－戦略的振替価格と多元的業績評価のモデル分析－ 』（2021年、中央経済社、単著）
- 『実務に活かす管理会計のエビデンス （濵村純平, 井上謙仁／2022年、中央経済社、分担執筆）

## 研究
- 「ランク制報酬の実態と従業員の行動 」（メルコ学術振興財団,研究助成／2014年6月 - 2016年6月）
- 「貸倒引当金設定がサプライチェーンに与える影響 」（科学研究費,日本学術振興会特別研究員奨励費／2016年4月 - 2017年3月）
- 「相対的業績評価指標の開示と製品市場での競争 」（日本学術振興会 科学研究費助成事業,若手研究／2018年4月 - 2021年3月）
- 「競争のモデルによる相対的業績評価における比較対象の設定に関する研究 」（日本学術振興会・科学研究費助成事業・若手研究 2021年4月~2026年3月）

共同研究
- 「コスト変動の把握と変動の原因解明に向けた実証的研究 」日本管理会計学会 /スタディグループ助成 /2015年8年~2017年8月、安酸建二, 新井康平, 佐久間智広, 福嶋誠宣, 北田智久, 濵村純平, 劉美玲, 小笠原亨）
- 「コストの下方硬直性に対する資本市場の評価についての実証分析 」（日本会計研究学会・第20回若手研究者奨励研究／2020年7月~2022年7月、井上謙仁, 北田智久, 濵村純平）
- 「経営者報酬を利用した経営者の業績評価に関する理論的・実証的研究 」（日本管理会計学会・2022年度スタディグループ助成／2022年9月 - 2024年8月、濵村純平, 井上謙仁, 早川翔）

- [13]